# Mehmet Alí
Mehmet Alí (de cele mai multe ori transcris în limba română sub forma: Mehmet Ali) a fost un lider spiritual al tătarilor din România, imam, Muftiul comunității musulmane din județul Constanța. A servit ca muftiu în perioada 1914-1917 fiind precedat de Hafuz Rifat Abdul Ğelil și succedat de Ibram Kadír Múeddin.